# Doronic à grandes fleurs
Doronicum grandiflorum
Espèce
Classification phylogénétique
Le Doronic à grandes fleurs (Doronicum grandiflorum) est une espèce de plantes à fleurs de la famille des Asteraceae.
Autres noms communs : Arnica à racines noueuses, Herbe aux chamois.

## Description
C'est une plante herbacée vivace de 15 à 50 cm. Les tiges sont glanduleuses très feuillées en bas. Les feuilles sont ovales à bords dentelés, disposées en rosettes ou alternées. Les fleurs sont jaunes, en gros capitules solitaires (5 cm).
Elle pousse en massifs.

## Floraison
Juillet et août, mais on peut en voir jusqu'au mois de novembre si l'automne est clément.

## Habitat
- Terrain : roches et pierriers
- Altitude : 1 300 à 2 900 mètres

## Aire de répartition
Alpes, Corse, Pyrénées et le nord des Balkans.

## Utilisation
- Utilisée pour parfumer les fromages
- Ersatz de tabac.